# 203-тя навчальна авіаційна бригада (Україна)
203 навчальна авіаційна бригада імені Владислава Рикова (203 НАБр, в/ч А4104) — навчально-тренувальне авіаційне з'єднання Повітряних сил Збройних сил України. Дислокується на авіабазі Чугуїв, Харківська область. Бригада підпорядковується ХНУПС, на оснащені перебувають літаки L-39, Ан-26, Ан-26Ш, гелікоптери Мі-2МСБ.

## Історія
Після розпаду СРСР 1992 року, 810-й навчальний авіаційний полк присягнув на вірність українському народові і увійшов до складу Збройних сил України.
У грудні 1995 року частина була переведена на нову організаційно-штатну структуру. На базі полку, окремого батальйону зв'язку, радіотехнічного забезпечення і окремого батальйону аеродромно-технічного забезпечення було створено 203-тю навчальну авіаційну базу, а із серпня 2004 року вона стала іменуватися 203-ю навчальною авіаційною бригадою.
З 1 вересня 2004 року 203-тя навчальна авіаційна бригада увійшла до складу Харківського університету Повітряних Сил імені Івана Кожедуба (ХНУПС).
Восени 2013 року для навчань майбутніх льотчиків було введено в дію стаціонарний комплексний тренажер літака Л-39С «Альбатрос» ТКС-Л39. Також навчання проводилося на Ан-26, Ан-26Ш, Мі-8. У бригаді проводили навчання курсанти льотного факультету Харківського університету Повітряних Сил імені Івана Кожедуба.
28 березня 2019 року один з гелікоптерів Мі-2МСБ зазнав аварії, обійшлось без жертв.
2 липня 2019 року курсант ХНУПС Олексій Биченко, керуючи в самостійному навчальному польоті літаком L-39С (б/н 08), доповів керівнику польотів про раптову зупинку двигуна, після чого за його командою катапультувався. Літак впав біля Куп'янського водосховища і згорів, а курсант, проявивши холоднокровність і професіоналізм, відбувся легким переляком і продовжив навчання в університеті.
25 вересня 2020 року зазнав авіакатастрофи літак Ан-26Ш (борт. № 76). Загинуло 26 людей (7 членів екіпажу та 19 курсантів), один курсант вижив. 22 грудня 2020 року Печерський районний суд м. Києва взяв під варту командира бригади (в/ч А-4104) В'ячеслава Глазунова за підозрою в недбальстві та порушенні підготовки і правил польотів і керівника польотів Олександра Жука за підозрою в порушенні підготовки та правил польотів, недбалості (відповідно), що призвело до катастрофи літака Ан-26 і загибелі 26 військовослужбовців.
5 грудня 2024 року президент України Володимир Зеленський присвоїв бригаді почесне найменування "імені Владислава Рикова" з офіційною назвою "203 навчальна авіаційна бригада імені Владислава Рикова Повітряних Сил Збройних Сил України.

## Льотний склад
2014 року бригада нараховувала 11 літаків L-39М/М1/С, 2 Ан-26Ш, 2 Мі-8Т, 1 Ан-26. Довжина злітної смуги — 2,5 км. Раніше база використовувалася також Чугуївським авіаремонтним заводом.
2016 року 203 НАБр отримала відремонтований Ан-26 (б/н 50).
1 грудня 2018 року до бригади було передано два відремонтованих навчально-тренувальні літаки L-39С (б/н 14, б/н 15).
20 березня 2019 року бригада отримала Ан-26Ш (штурманський варіант Ан-26) та два багатоцільових гелікоптери Мі-2МСБ.
6 грудня 2021 року, до 30-ї річниці створення Збройних сил України, на аеродромі смт Озерного Житомирської області 203-й навчальній авіаційній бригаді був переданий відремонтований на Чугуївському авіаремонтному заводі навчально-тренувальний літак L-39 (б/н 17).

## Командування
- станом на червень 2012 року — полковник Сергій Бабенко;
- станом на грудень 2012 року — полковник Геннадій Дубовик;
- станом на вересень 2014 року, в.о. командира бригади — полковник В'ячеслав Глазунов.
- станом на грудень 2020 року — полковник В'ячеслав Глазунов
- станом на грудень 2021 року — полковник Андрій Тварковський

### Заступники
- станом на 2014 року, перший заступник командира бригади — підполковник Євген Шкурат.
- станом на 2021 року, перший заступник командира бригади — полковник Логінов Роман Геннадійович.

## Нагороджені
Серед відзначених — полковник Геннадій Дубовик.

## Втрати
- Шевага Володимир Миколайович — солдат. 1981, м. Коломия [12][13]